# Eine englische Art von Glück
Eine englische Art von Glück (Originaltitel Small Island) ist ein im Jahre 2005 erschienener Roman, verfasst von Andrea Levy; die Autorin gewann mit diesem Werk drei bedeutende Literaturpreise in Großbritannien: den Orange Prize for Fiction, den Whitbread Book Award und den Commonwealth Writers’ Prize. 2015 wählten 82 internationale Literaturkritiker und -wissenschaftler den Roman zu einem der bedeutendsten britischen Romane.

## Inhalt
Nach dem Zweiten Weltkrieg im Jahre 1948 ist die Jamaikanerin Hortense gerade am Ziel ihrer Träume angekommen: in London, wo sie Lehrerin wird und ein selbstbestimmtes Leben führen will. Für diesen Traum hat sie einiges geopfert: Sie hat den Freund ihrer besten Freundin geheiratet, den sie verachtet und ihm als Mitgift die Reise nach London finanziert. Doch bereits kurz nach ihrer Ankunft ereilt sie der erste Rückschlag. Ihr ungeliebter Ehemann, Gilbert Joseph, holt sie nicht einmal vom Bahnsteig ab.
Gilbert hatte selbst hehre Träume. Als Held der Royal Air Force, der das britische Mutterland tapfer gegen seine Feinde verteidigt, wollte er gefeiert werden. Stattdessen sieht er sich als schwarzer Mann bereits während des Krieges und anschließend im „weißen“ London überall nur mit Diskriminierung konfrontiert. Außerdem kann er seine Ehefrau Hortense im zerbombten London nicht in einer vornehmen Villa empfangen, wie diese bei all den überzogenen Erzählungen vom reichen „Mother Country“ erwartet hatte, sondern in einer kleinen, schäbigen Wohnung. Die Unterkunft hat er seiner „Landlady“, der Londonerin Queenie Bligh zu verdanken, die trotz heftigsten Beschwerden aus der Nachbarschaft, schwarzen Einwanderern Zimmer vermietet.
Queenie ist geprägt durch ihre Naivität und ihre Menschlichkeit, mit der sie ihre schwarzen Untermieter gegen die Vorurteile der Nachbarn und gegen rassistische amerikanische GIs verteidigt. Sie selbst ist nach ihrer Heirat mit Bernard nach London gezogen, nicht zuletzt um einem Leben als Magd ihres Vaters, der als Metzgermeister arbeitet, zu entkommen. Die Ehe mit Bernard ist für Queenie unbefriedigend. Der Entschluss ihres Mannes in den Krieg zu ziehen, trifft sie daher nicht übermäßig hart. Bernards Einheit wird nach dem Krieg nach Indien verlegt, um dort die Rebellion niederzuwerfen. Da Queenie auch nach Ende des Konflikts nichts von ihm hört, hält sie ihn für tot. Unter dieser Annahme teilt sie zeitweise auch mit einem schwarzen Soldaten ihr Bett.
Als Bernard aus Indien zurückkehrt, ist zu Hause in London nichts mehr wie es sein sollte. Seine Frau verweigert ihre ehelichen Pflichten und schwarze Einwanderer gehen in seinem Haus ein und aus.
So entwickelt sich zwischen diesen vier Charakteren ein spannungsgeladenes Geflecht, das viele Enthüllungen und tragik-komische Momente bereithält. Der Roman handelt von Träumen, die an der Realität scheitern. Von den vielen Rückschlägen lassen sich die Protagonisten auf ihrem Weg ins Glück jedoch nicht aufhalten.

## Erzählstil und Interpretation
Eine englische Art von Glück ist ein bemerkenswertes Beispiel postkolonialer Literatur, in dem die Autorin Andrea Levy ihre eigenen autobiographischen Erlebnisse als Tochter eines jamaikanischen Immigrantenpaares verarbeitet hat.
Das Werk zeichnet sich u. a. dadurch aus, dass es vor allem aus nicht-europäischer Perspektive, nämlich aus der der Jamaikanerin Hortense und ihres Ehemanns Gilbert, erzählt wird. Als sich der Roman zunehmend zum Gesellschaftspanorama auswuchs, verzichtete Andrea Levy auf eine monoethnische Perspektive und auf das Erzählen in der dritten Person. Neben den Empfindungen und Denkweisen ihrer jamaikanisch-stämmigen Protagonisten runden die Stimmen eines englischen Ehepaares das Bild von der Nachkriegszeit im ausgebombten England eindrucksvoll ab. Für jeden ihrer vier Erzähler erfindet die Autorin eine eigene Sprache. Für den eher simpel strukturierten Gilbert eine stark Patois-gefärbte, für die stolze Hortense eine manchmal fast mittelalterlich anmutende Diktion. Die pragmatische und warmherzige weiße Metzgerstochter Queenie Bligh plaudert schlank und federleicht, der Kriegsheimkehrer und Erzbrite Bernard Bligh pflegt ein militärisch knappes Handkantenidiom.
Der Titel, Small Island, impliziert das Lebensgefühl der jamaikanischen Protagonisten, denen es auf ihrer Insel zu eng geworden ist und die mit hohen Erwartungen an das gelobte „Mother Country“ nach London reisen. Doch beide müssen feststellen, dass es den Engländern, trotz ihrer „großen Insel“ und vielfältigen Möglichkeiten, an Geistesgröße fehlt. Zwar wurden Gilberts Dienste als Soldat der Royal Air Force gerne in Anspruch genommen, als er jedoch 1948 als Einwanderer nach London zurückkehrt, findet er nur mit Mühe eine Unterkunft und einen Job. Ähnlich ergeht es Hortense, die bald darauf erschüttert feststellt, dass ihre Ausbildung als Lehrerin in Jamaika in London nichts wert ist, und sich gezwungen sieht, ihren Unterhalt als einfache Näherin zu verdienen.
Besonders schwer tun sich die Protagonisten des Romans damit, Verständnis füreinander und die jeweilige Situation aufzubringen. So schaut Hortense voller Verachtung auf Gilbert herab, der ihrer Meinung nach zu ungeschickt und unselbständig ist, um sein Leben in den Griff zu bekommen und seiner Frau ein ordentliches Zuhause zu bieten. Gilbert ist genervt von Hortenses überheblicher Art, ist jedoch zu Recht davon überzeugt, dass seine Frau in London früh genug auf den Boden der Tatsachen zurückgeholt wird. Hortense fühlt sich von Queenie bevormundet und Queenie selbst kann mit Hortenses Abgehobenheit und Weltfremdheit nichts anfangen. Bernard wiederum möchte seine Untermieter lieber heute als morgen aus seinem Haus vertreiben. Alle vier sind viel zu sehr in den eigenen Vorstellungen und Wünschen verstrickt, um sich in die Welt des anderen hineinversetzen zu können.
Beim Lesen schließlich verbinden sich die vier Perspektiven zu einem humorvollen Panorama, in dem sich das Empfinden und Verhalten jeder einzelnen Figur ganz neu erklärt. In Hortenses Augen ist Gilbert z. B. ein nichtsnutziger Prolet; in seinen eigenen Erzählungen überrascht er jedoch mit intelligenten Einsichten und Geständnissen. Allerdings erscheinen einige Schilderungen nicht ganz schlüssig: Gilberts Parabel auf England als die heruntergekommene Mutter, die ihre schwarzen Kinder nicht kennt, lässt bei den Lesern doch die Frage aufkommen, ob es sich bei dem Erzähler tatsächlich um Hortenses Ehemann handelt.
Solche Ungereimtheiten schmälern jedoch nicht die Großartigkeit des gesamten Romans, demzufolge jeder Mensch seine eigene „kleine Insel“ bildet, solange das Verständnis für andere Kulturen, für das andere Geschlecht und für andere Menschen fehlt. Andrea Levy versteht es jedenfalls, bei ihren Lesern Einfühlungsvermögen für jede ihrer Figuren zu wecken; selbst für Bernard, den Rassisten und Bösen in der Geschichte, den sie in all seiner Gebrochenheit nicht erklärt, aber auch nicht denunziert. Daraus resultiert der Wunsch, dass jede der Figuren – auch über das bittersüße Ende hinaus – ihr ganz persönliches Glück doch noch findet.

## Ausgaben
- Andrea Levy: Small Island. Picador, London 2005, ISBN 0-7553-3126-5. (Originalausgabe)
- Andrea Levy: Eine englische Art von Glück. Eichborn Verlag, Frankfurt am Main 2007, ISBN 978-3-8218-5772-5.

## Verfilmung
- Small Island - Eine englische Art von Glück. Auf zwei DVD-Videos, BBC Worldwide Ltd. 1996, Television Ruby 2009